# Tlen.pl
Tlen.pl byla polská instant messaging služba poskytovaná zdarma. V Polsku se jednalo o druhou nejoblíbenější instant messaging službu, hned po Gadu-Gadu, se kterou byla plně kompatibilní.
Komunikační protokol je založen na open source jabberd kódu, který je ovšem notně modifikován. Další funkce, které nejsou obsaženy v protokolu jabberd, Tlen.pl nabízí audio a video konference a posílání sms. Od verze 4.0 je k dispozici také tvorba a používání pluginů. Díky tomu bylo komunitou vytvořeno přes 80 pluginů. V březnu 2006 bylo na Tlen.pl registrováno 1 000 000 uživatelů. Tlen.pl je také propojen s o2.pl mailovým systémem, který dovoluje používat domény: o2.pl, go2.pl a tlen.pl. Z hlavního programu je snadné se přihlásit ke svému emailovému účtu. Tlen.pl automaticky kontroluje uživatelův emailový účet a pokud přijde nový email, je to uživateli oznámeno na obrazovku.
Krom klienta je možno se do sítě připojit přes webové rozhraní na Tlen.pl.
Od verze 6.0.1.7 je program dodáván společně s Tlefon pluginem, který dovoluje používání VoIP služeb. Tlefon je podobný službám Skype a také nabízí levné volání do Polska a zahraničí.